# Rolf Wernstedt

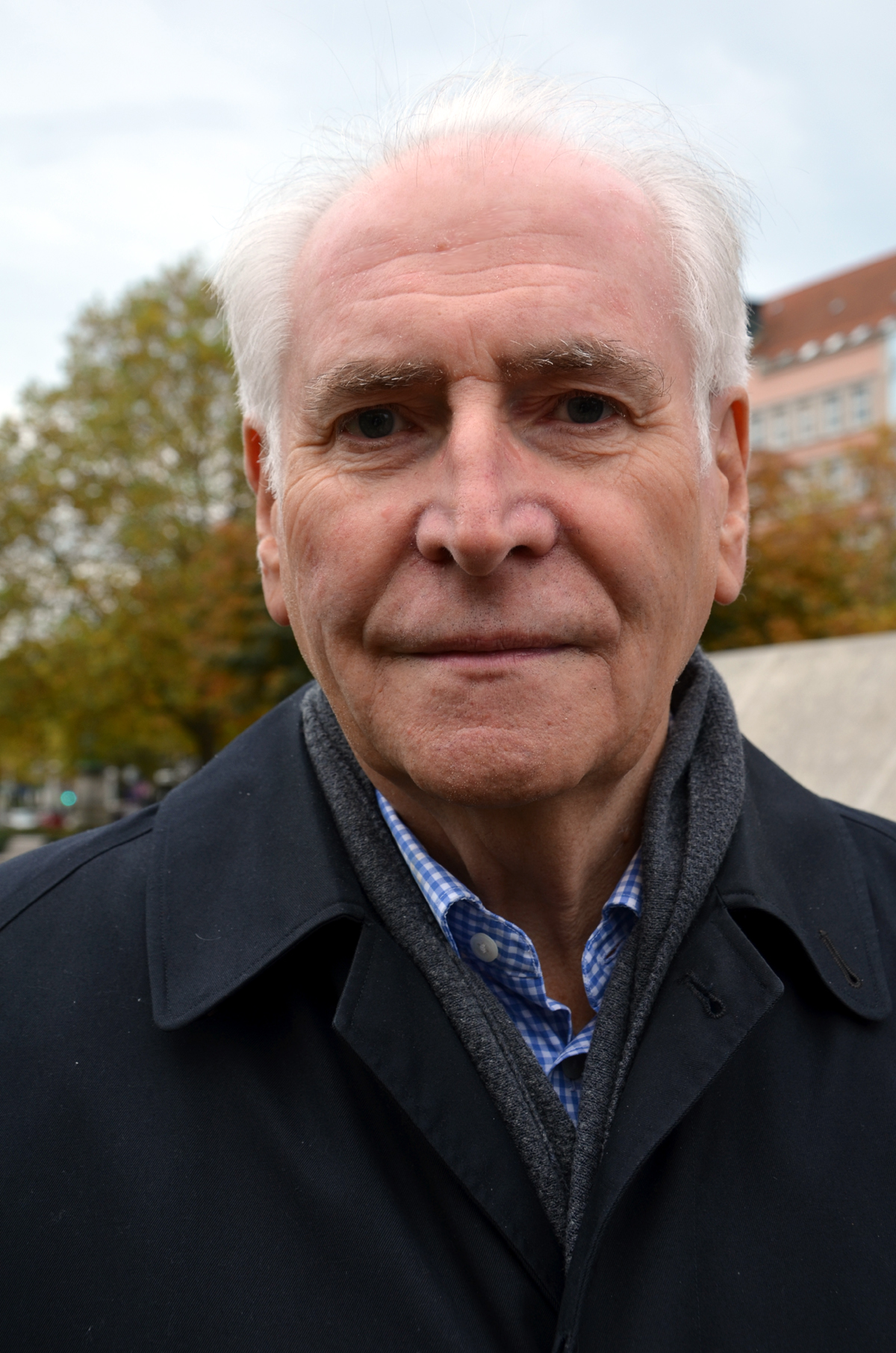
Rolf Wernstedt, 2013

Rolf Wernstedt (* 6. Mai 1940 in Hamburg) ist ein deutscher SPD-Politiker, ehemaliger niedersächsischer Kultusminister und Präsident des Niedersächsischen Landtages. Er war unter anderem langjähriger Vorsitzender des Landesverbandes Niedersachsen des Volksbundes Deutsche Kriegsgräberfürsorge und Präsident der Gottfried-Wilhelm-Leibniz-Gesellschaft.

## Leben
Rolf Wernstedt wuchs in Tangeln in der damaligen Deutschen Demokratischen Republik (DDR) mit seinem Bruder Joachim auf dem im Privatbesitz seiner Eltern befindlichen Bauernhof auf. Nach seinem Schulbesuch in Tangeln legte er 1958 das Abitur an der Oberschule in Beetzendorf ab. Im selben Jahr verließ er die DDR und legte 1959 in Korntal bei Stuttgart die Sonderreifeprüfung für DDR-Flüchtlinge ab.
In Westdeutschland konnte Wernstedt nun ab 1959 in Göttingen an der Georg-August-Universität sowie in Heidelberg an der Ruprecht-Karls-Universität die Fächer Geschichte, Philosophie und Lateinische Philologie studieren.
1963 heiratete Wernstedt, aus der Ehe gingen zwei Töchter hervor, die Studienrätin Bilke sowie die Ärztin und Politikerin Thela. Wernstedt legte im Jahr 1966 das Staatsexamen für das Lehramt an höheren Schulen des Landes Niedersachsen ab, und – gefördert durch ein Stipendium der Friedrich-Ebert-Stiftung – nach einem Referendariat in Göttingen von 1966 bis 1968 das Zweite Staatsexamen für das Lehramt an höheren Schulen des Landes Niedersachsen.
1968, zu Beginn der 68er-Bewegung, arbeitete Rolf Wernstedt ab in Hannover als Studienassessor und Studienrat im Schuldienst der damals noch als Jungengymnasium betriebenen dortigen Leibnizschule, trat im Folgejahr 1969 der SPD bei. Als Sozialdemokrat hatte er später von 1973 bis 1987 den Vorsitz des SPD-Ortsvereins Hannover-Stöcken inne, war von 1973 bis 1987 Mitglied im SPD-Unterbezirksvorstand Hannover-Stadt und ab 1991 im Landesvorstand der SPD Niedersachsen.
Wernstedt wechselte 1972 vom Schuldienst an die Pädagogische Hochschule Niedersachsen, Abteilung Braunschweig, war dort bis 1974 als Akademischer Rat beziehungsweise Oberrat zuständig für das Fach Politische Wissenschaften und ihre Didaktik.
Nach seiner Wahl in den Niedersächsischen Landtag, dem er von der 8. bis zur 12. Wahlperiode ab dem 21. Juni 1974 bis 2003 angehörte, erhielt er 1975 von der damaligen Technischen Universität in Hannover einen Lehrauftrag am Institut für Politische Wissenschaft, dem er bis 1989 nachging. Zeitweilig parallel dazu nahm er von 1976 bis 1983 die Aufgaben des Bildungspolitischen Sprechers der niedersächsischen SPD-Landtagsfraktion wahr, von 1983 bis 1990 dann die Funktion des Stellvertretenden Fraktionsvorsitzenden der SPD-Landtagsfraktion in Niedersachsen.
Wernstedt übernahm ab 1979 und bis 1991 das Ehrenamt des Vorsitzenden der Deutschen Vereinigung für Politische Bildung (DVPB) im Landesverband Niedersachsen. Ab 1988 und bis 1991 war er zudem ehrenamtlicher Bundesvorsitzender der Arbeitsgemeinschaft für Bildung in der SPD (AfB).
Während der Revolutionen im Jahr 1989 erhielt Rolf Wernstedt 1989 von der damals noch Universität Hannover genannten niedersächsischen Bildungseinrichtung anstelle des bisherigen Lehrauftrages nun eine Honorarprofessur. Parallel dazu war er von 1990 bis 1998 im ersten und zweiten Kabinett des damaligen niedersächsischen Ministerpräsidenten Gerhard Schröder als Nachfolger von Horst Horrmann Niedersächsischer Kultusminister. In dieser Zeit wurde Wernstedt 1997 zum Präsidenten der Kultusministerkonferenz (KMK) gewählt. Die Debatte um die Rechtschreibreform fiel in seine Amtszeit.
1996 bis 2008 war Rolf Wernstedt zudem Mitglied und Vorsitzender des Konvents der Evangelischen Akademie Loccum, von 1997 bis 2009 außerdem Mitglied der Synode der Evangelischen Kirche in Deutschland (EKD).
Wernstedt wurde 1998 durch die Abgeordneten des niedersächsischen Landtages in das Amt des Präsidenten des Niedersächsischen Landtages gewählt, Renate Jürgens-Pieper zu seiner Nachfolgerin als Kultusministerin. Dem Landtag stand Wernstedt dann bis zum Wahlsieg von Christian Wulff im Jahr 2003 vor.
Ebenfalls ab 2003 übernahm Wernstedt den Vorsitz des Volksbundes Deutsche Kriegsgräberfürsorge im Landesverband Niedersachsen (bis 2015), 2004 die Moderation des Netzwerkes Bildung der Friedrich-Ebert-Stiftung (bis 2011).
Von 2005 bis 2016 saß Rolf Wernstedt zudem als Präsident der Gottfried-Wilhelm-Leibniz-Gesellschaft vor. Seitdem ist er deren Ehrenpräsident. 2005 wurde er Mitglied im Seniorenrat der SPD.
Rolf Wernstedt war in den 1990er-Jahren Kuratoriums-Mitglied des Georg-Eckert-Instituts für internationale Schulbuchforschung sowie Vorsitzender im Internationalen Arbeitskreis Sonnenberg, der Gesellschaft zur Förderung Internationaler Zusammenarbeit e. V.

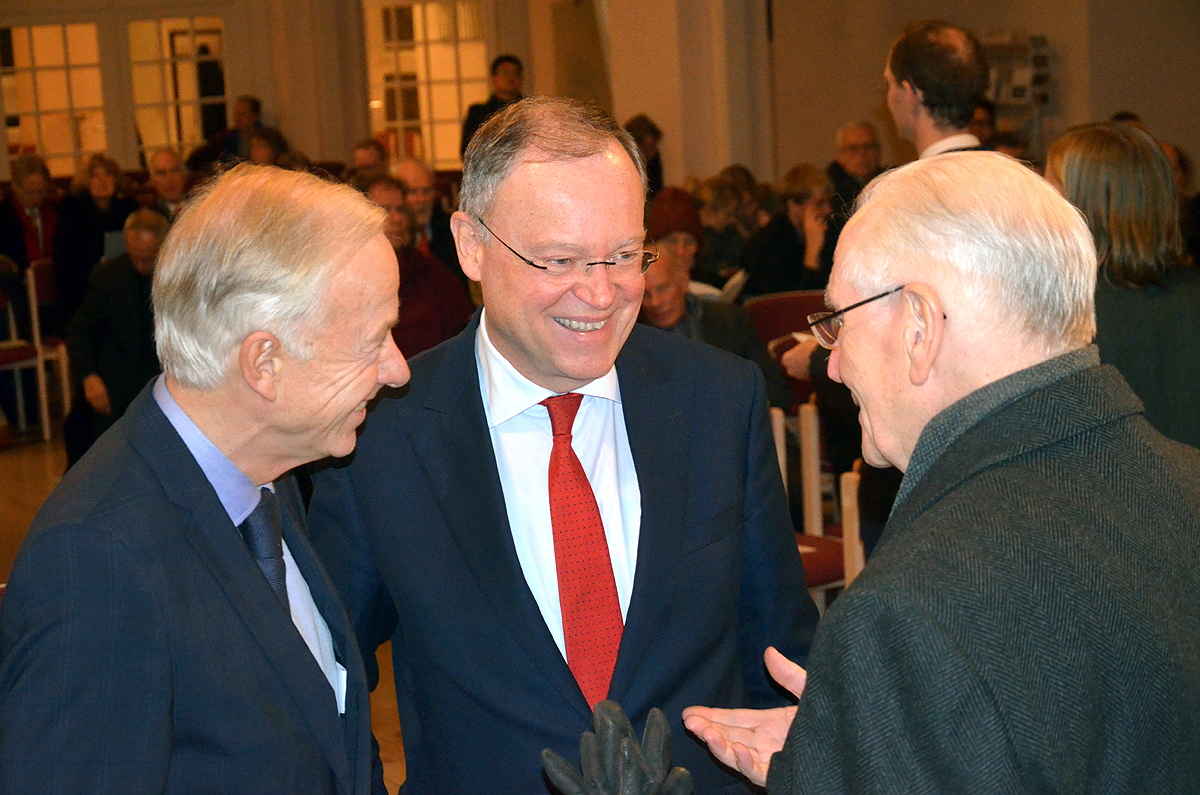
Im Gespräch (von links): Erich Barke, Ministerpräsident Stephan Weil und Rolf Wernstedt;
2016 am 300. Todestag von Leibniz kurz vor der Kranzniederlegung am Grabmal des Universalgenies in Hannover

2011 übernahm Wernstedt eine Honorarprofessur an der Universität Hefei in China.

## Ehrungen
Rolf Wernstedt ist Träger der höchsten Auszeichnung des Landes Niedersachsen, der Niedersächsischen Landesmedaille. Sie wurde ihm am 13. Februar 2012 von Ministerpräsident David McAllister verliehen. 2018 verlieh ihm Bundespräsident Frank-Walter Steinmeier das Verdienstkreuz erster Klasse des Verdienstordens der Bundesrepublik. Ministerpräsident Stephan Weil händigte ihm diesen Orden am 29. Mai 2018 aus.

## Werke (Auswahl)

### Publikationen (Auswahl)
- Horst Berndt, Wolfgang Hindrichs, Rolf Wernstedt (Bearb.): Handreichungen für Lernziele, Kurse und Projekte im Sekundarbereich II. Der Niedersächsische Kultusminister. Für das gesellschaftswissenschaftliche Aufgabenfeld, Teil B, Hannover: Niedersächsisches Kultusministerium, 1975
- Werner Holtfort, Eckart Spoo, Rainer Butenschön, Rolf Wernstedt: Die Welfen und ihr Schatz. Geschichten um Ernst August und Ernst Albrecht, Steidl Verlag, Göttingen 1984. ISBN 3-88243-026-5
- Heinz Thörmer, Rolf Wernstedt: Wenden oder die deutsche Einheit als historischer Lernprozess. Reden und Tagebuchnotizen, Marburg: Schüren, 1991, ISBN 978-3-924800-28-4 und ISBN 3-924800-28-6
- Rolf Wernstedt: Mitgift oder Erblast? Kultur, Geschichte und Religion in der deutsch-deutschen Bildungslandschaft, Hannover: Lutherisches Verlagshaus, 1997, ISBN 978-3-7859-0757-3 und ISBN 3-7859-0757-5
- Heinz Thörmer (Hrsg.), Rolf Wernstedt: Politische Identität und Geschichte. Nachdenken über unsere Zeit, Hannover: Offizin, 2003, ISBN 978-3-930345-38-0 und ISBN 3-930345-38-2
- Die Schlacht am Tangelnschen Bach und andere Geschichten aus der Tangelner Dorfgeschichte (= Schriften zur Regionalgeschichte der Museen des Altmarkkreises Salzwedel, Band 8), Oschersleben: Ziethen, 2009, ISBN 978-3-938380-94-9; Inhaltsverzeichnis
- Rolf Wernstedt: Deutsche Erinnerungskulturen seit 1945 und der Volksbund Deutsche Kriegsgräberfürsorge e. V. (= Volksbund-Forum, Ausgabe 2), Kassel: Volksbund Deutsche Kriegsgräberfürsorge, 2009
- Rolf Wernstedt, Gerhard Schröder: Leibniz in der Gegenwart. Beiträge zu Aktualisierungspotentialen Leibnizschen Denkens, Hannover: Gottfried-Wilhelm-Leibniz-Gesellschaft, 2010, ISBN 978-3-9808167-3-1

- Gradlinigkeit und Unabhängigkeit: Helmut Kasimier und Verbindlichkeit und Toleranz: Bernhard Kreibohm, in: SPD-Landtagsfraktion Niedersachsen (Hrsg.): 70 Jahre SPD-Fraktion im Niedersächsischen Landtag, Hannover (o. J., 2017), ohne ISBN
- Stephan Schaede, Reinhard Behnisch (Red.), Rolf Wernstedt: Der Mensch lebt nicht vom Brot allein. Gedanken zwischen Politik - Religion - Philosophie und Bildung (= Loccumer kleine Reihe, Band 8), Rehburg-Loccum: Evangelische Akademie Loccum, [2019], ISBN 978-3-8172-9919-5 und ISBN 3-8172-9919-2; Inhaltsverzeichnis
- Zwischen allen Zeiten. Autobiografische Vergewisserungen, Oschersleben: Dr. Ziethen Verlag, 2021, ISBN 978-3-86289-191-7; Inhaltsverzeichnis

### Herausgeber (Auswahl)
- Georg-Berndt Oschatz, Rolf Wernstedt (Hrsg.): Das Projekt Orientierungsstufe. Eine Chance für die Kinder und die Politik in Niedersachsen, Hannover: Fackelträger Verlag, 1989, ISBN 978-3-7716-2313-5 und ISBN 3-7716-2313-8; Inhaltsverzeichnis
- Ernst Cloer, Rolf Wernstedt (Hrsg.): Pädagogik in der DDR. Eröffnung einer notwendigen Bilanzierung,  Weinheim: Deutscher Studien Verlag, 1994,
- Manfred Quentmeier, Martin Stupperich, Rolf Wernstedt: Krieg und Frieden. 1914 - 2014. Beiträge für den Geschichts- und Politikunterricht, Schwalbach im Taunus: Wochenschau-Verlag, 2014, ISBN 978-3-7344-0026-1; Inhaltsverzeichnis und Inhaltstext
- Erich Barke, Rolf Wernstedt (Hrsg.): Leibniz neu denken (= Studia Leibnitiana, Sonderhefte, Bd. 38), Stuttgart: Steiner, 2009, ISBN 978-3-515-09374-3; Inhaltsverzeichnis
- Manfred Quentmeier, Martin Stupperich, Rolf Wernstedt (Hrsg.): Vertrieben, geflohen - angekommen? Das Thema Flucht und Vertreibung im Geschichts- und Politikunterricht, Schwalbach im Taunus: Wochenschau Verlag, 2016; ISBN 978-3-7344-0352-1; Inhaltsverzeichnis
- Hans-Heinrich Nolte, Rolf Wernstedt (Hg.), Jens Binner (Red.): Russlandbilder - Deutschlandbilder (= Zur Kritik der Geschichtsschreibung, Band 15), Gleichen; Zürich: Muster-Schmidt Verlag, [2018], ISBN 978-3-7881-2036-8 und ISBN 3-7881-2036-3; Inhaltsverzeichnis
- Ehren? Gedenken? Trauern? Erinnern? Gedanken zur Kultur der Erinnerung in Deutschland und der Rolle des Volksbundes (= Volksbund-Forum, Band 25), Kassel: Volksbund Deutsche Kriegsgräberfürsorge, 2019; Inhaltsverzeichnis
- Friedrich Huneke, Detlef Schmiechen-Ackermann, Dirk Lange, Axel Ehlers, Rolf Wernstedt (Hg.): Populismus und Schule. Historisch-politische Urteilsbildung und Wertorientierung in einem populistischen Umfeld, Frankfurt am Main: Wochenschau Verlag Dr. Kurt Debus, 2020, ISBN 978-3-7344-0888-5 und ISBN 3-7344-0888-1; Inhaltsverzeichnis

Zudem war Rolf Wernstedt Herausgeber
- - 1991 – 1998 (als Kultusminister): Reihe Ständige Pädagogische Konferenz,
  - 2005 – 2011: Schriftenreihe des Netzwerk Bildung der Friedrich-Ebert-Stiftung, Hefte 1 bis 25
  - 1998 – 2003: Schriftenreihe des Niedersächsischen Landtages, Hefte 33 bis 50